# Parortholitha chrysographa
Parortholitha chrysographa là một loài bướm đêm trong họ Geometridae.